# Regina Mrozowicka
Regina Anastazja Mrozowicka herbu Prus III (ur. 17 sierpnia 1879 we Lwowie, zm. 24 sierpnia 1968 roku w Gdyni) – literatka, dziennikarka feministyczna, tłumaczka literatury francuskiej.

## Życiorys
Urodziła się 17 sierpnia 1879 roku we Lwowie jako córka Jana Hipolita Mrozowickiego herbu Prus III, ziemianina i urzędnika Wydziału Krajowego we Lwowie oraz Emilii z Ingistoffów, siostra Adama Kazimierza.
Odebrała staranne wychowanie domowe, była dziennikarką i literatką oraz tłumaczką literatury. Przez kilkadziesiąt lat publikowała artykuły publicystyczne i felietony w prasie lwowskiej i krakowskiej, w: „Gazecie Porannej”, „Kurierze Polskim” i „Słowie Polskim”. Część jej twórczości miała na owe czasy znaczący wydźwięk feministyczny, jak np. jej felietony z lat 20. i 30. publikowane w prasie lwowskiej, „Czyja wina? Na marginesie felietonu o kobiecie i małżeństwie", „Idylla maleńka taka..." i  „Kobieta wojowniczka". Współpracowała w latach 20. XX wieku z „Małym Światkiem”, miesięcznikiem dla dzieci i młodzieży, wydawanym do 1928 roku w Poznaniu, a następnie w Krakowie.
Była również tłumaczką literatury religijnej i popularnej z języka francuskiego. W 1927 roku nakładem wydawnictwa Towarzystwa „Biblioteka Religijna” i Bractwa św. Józefa we Lwowie wydała książkę, w swoim tłumaczeniu i adaptacji, pod tytułem: „Jezus z Nazaretu, historja jego życia, opowiedziana dzieciom przez Matkę Marję Loyola”. Tłumaczyła powieść Charlesa Foleya pt. „Porwanie” drukowaną w odcinkach w lwowskiej „Gazecie Porannej”. W Teatrze Małym we Lwowie 5 lutego 1927 roku wystawiono jej sztukę pt. „W niedźwiedziej chatce”.
W 1957 roku została repatriowana do Polski i zamieszkała u swego bratanka Jana Klemensa Mrozowickiego w Gdyni.
Rodziny nie założyła, zmarła 24 sierpnia 1968 roku w Gdyni i została pochowana na cmentarzu Witomińskim (kwatera 66-12-22).

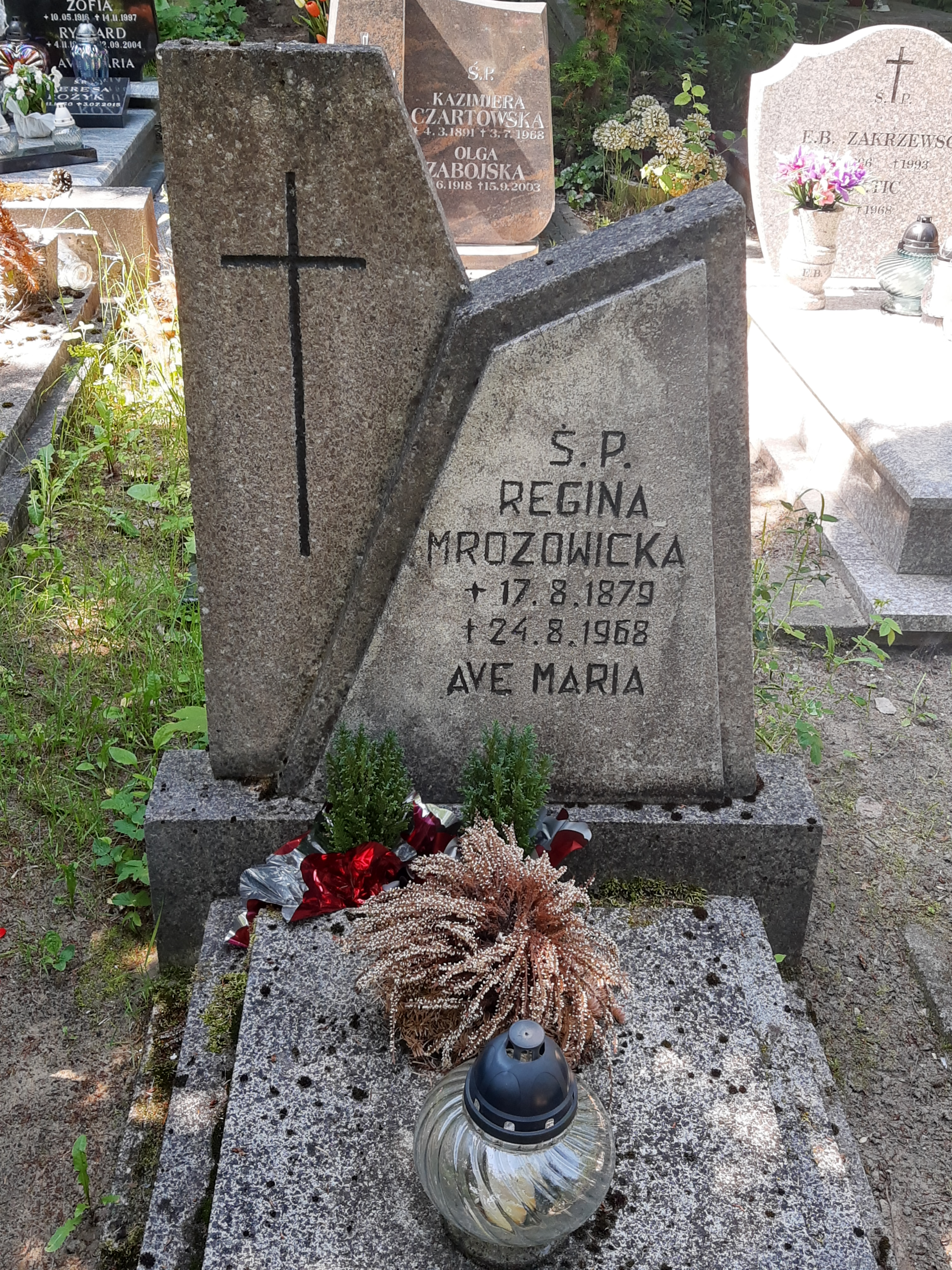
Grób Reginy Mrozowickiej na cmentarzu Witomińskim